# リタ (東ローマ皇后)
リタ（ラテン文字表記：Rita, 1278年1月10/11日 - 1333年7月）は、東ローマ帝国皇帝ミカエル9世パレオロゴスの皇后。結婚後はマリアと改名した。
父は、キリキア・アルメニア王国の王レヴォン3世、母はケラン王妃。1296年にミカエルと結婚し、7子をもうけたが、確認できるのは4人である。
- アンドロニコス3世パレオロゴス
- マヌエル・パレオロゴス
- アンナ・パレオロギナ - エピロス専制侯トーマース・ドゥーカス妃。その暗殺後、専制侯ニコーラ・オルシーニと結婚。
- テオドラ・パレオロギナ - ブルガリア皇帝テオドル・スヴェトスラフ妃。のちブルガリア皇帝ミハイル3世シシュマン妃。